# Śledztwo w sprawie obywatela poza wszelkim podejrzeniem
Śledztwo w sprawie obywatela poza wszelkim podejrzeniem (wł. Indagine su un cittadino al di sopra di ogni sospetto) – włoski thriller polityczny z 1970 roku w reżyserii Elio Petriego.
W 1970 film stał się oficjalnym włoskim kandydatem do rywalizacji o 43. rozdanie Oscara w kategorii najlepszego filmu nieanglojęzycznego.

## Obsada
- Gian Maria Volonté jako inspektor policji
- Florinda Bolkan jako Augusta Terzi
- Ileana Zezza jako Augusta Terzi (głos)
- Gianni Santuccio jako komisarz policji
- Orazio Orlando jako Biglia
- Sergio Tramonti jako Antonio Pace
- Gianni Marzocchi jako Antonio Pace (głos)
- Arturo Dominici jako Mangani
- Aldo Rendine jako Nicola Panunzio
- Massimo Foschi jako mąż Augusty
- Aleka Paizi jako pokojówka inspektora
- Vittorio Duse jako Canes
- Giampiero Albertini jako Canes (głos)
- Salvo Randone jako hydraulik
- Corrado Gaipa jako hydraulik (głos)
- Filippo De Gara jako policjant
- Fulvio Grimaldi jako Patanè
- Renato Cortesi jako Patanè (głos)
- Pino Patti jako kierownik działu podsłuchów
- Giuseppe Licastro

## Produkcja
Zdjęcia kręcono w Rzymie.

## Nagrody
Oscary 1971
- najlepszy film nieanglojęzyczny

23. MFF w Cannes
- Grand Prix Jury
- Nagroda FIPRESCI

David di Donatello (1970)
- najlepszy film (Daniele Senatore, Marina Cicogna)
- najlepszy aktor (Gian Maria Volonté)